# Хохлов, Николай Александрович
Никола́й Алекса́ндрович Хохло́в (18 июня 1923, деревня Паченка, ныне Нижнетавдинского района Тюменской области России — 3 сентября 1944, Хроманы, ныне Ломжинского повята Подляского воеводства Польши) — советский военнослужащий, участник Великой Отечественной войны, разведчик взвода пешей разведки 609-го стрелкового полка 139-й стрелковой Рославльской Краснознамённой ордена Суворова дивизии 50-й армии 2-го Белорусского фронта, Герой Советского Союза (1945).

## Биография
Николай Хохлов родился 18 июня 1923 года в семье русского крестьянина. Окончил сельскую школу. Работал в колхозе.
25 марта 1942 года был призван в Красную армию. С 12 июня 1944 года — принимал участие в боевых действиях на 2-м Белорусском фронте.
15 июля 1944 года сержант Хохлов с группой бойцов под сильным огнём противника преодолел реку Неман у деревни Ковшево (ныне Мостовского района Гродненской области Белоруссии) и закрепился на её западном берегу. Отразив многочисленные контратаки противника, группа Хохлова удержала занятый участок, что дало возможность форсировать реку подразделениям 609-го стрелкового полка и отбросить противника с занимаемого рубежа. В той боевой операции Хохлов лично уничтожил 18 немецких солдат и заставил отступить до взвода противника. 15 июля 1944 года командиром 609-го стрелкового полка полковником Гришаевым сержант Хохлов был представлен к присвоению звания Героя Советского Союза.
28 июля 1944 года Хохлов, находясь в районе хутора Ялово (ныне Свислочского района Гродненской области Республики Беларусь), отправился в разведку и захватил в плен трёх немецких солдат, доставив их в штаб полка.
30 июля 1944 года приказом по 139-й стрелковой дивизии № 025/н сержант Хохлов был награждён орденом Славы 3-й степени.
3 сентября 1944 года сержант Хохлов погиб в бою. Похоронен в 1,5 км восточнее местечка Хроманы, ныне Ломжинского повята в Подляского воеводства (Польша).
24 марта 1945 года указом Президиума Верховного Совета СССР с формулировкой «за образцовое выполнение боевых заданий командования на фронте борьбы с немецко-фашистскими захватчиками и проявленные при этом мужество и героизм» сержанту Хохлову Николаю Александровичу было присвоено звание Героя Советского Союза с вручением ордена Ленина и медали «Золотая Звезда» (посмертно).

## Награды
- Медаль «Золотая Звезда» Героя Советского Союза (24.03.1945);
- орден Ленина (24.03.1945);
- орден Славы 3-й степени (07.09.1944).

## Память
- Именем Николая Хохлова названы улицы в Тюмени и Нижней Тавде.
- Имя Хохлова высечено золотыми буквами в зале Славы Центрального музея Великой Отечественной войны в московском Парке Победы.
- Его бюст установлен в районном центре — селе Нижняя Тавда.
- Его именем назван колхозный клуб в деревне Паченка.